# Neoterpes ephelidaria
Neoterpes ephelidaria är en fjärilsart som beskrevs av George Duryea Hulst 1886. Neoterpes ephelidaria ingår i släktet Neoterpes och familjen mätare. Inga underarter finns listade i Catalogue of Life.